# Saint-Ouen-Domprot
 Saint-Ouen-Domprot  es una población y comuna francesa, en la región de Champaña-Ardenas, departamento de Marne, en el distrito de Vitry-le-François y cantón de Sompuis.

## Demografía
| 269 | 244 | 184 | 200 | 222 | 206 |
| Para los censos de 1962 a 1999 la población legal corresponde a la población sin duplicidades (Fuente: INSEE [Consultar]) |     |     |     |     |     |